# Modřínové
Modřínové (Laricoideae) je podčeleď čeledi borovicovité (Pinaceae). 

## Popis
Je to vývojově stará podčeleď jehličnanů.

## Taxonomie
Podčeleď poprvé popsali Robert Knud Friedrich Pilger a Hans Melchior v roce 1954. Tato podčeleď má 3 rody: modřín, douglaska, Cathaya.